# Ered Lithui
De Ered Lithui (Nederlands: Asbergen, Engels: Ash Mountains) is een gebergte in de fictieve wereld Midden-aarde van J.R.R. Tolkien.
De Ered Lithui vormt de noordelijke grens van Mordor. Bij de Morannon en Isenmonde sluit de Ered Lithui aan op de Ephel Dúath. Op een zuidwestelijke uitloper van de Ered Lithui stond de Barad-dûr, de toren van Sauron.